# البويقلة
البويقلة إحدى قري بلدية قطارة بولاية الجلفة، تبعد عن مدينة الجلفة 180 كلم جنوب أقصى ولاية الجلفة.تأسست سنة 1996.

## السكان
تعداد سكان قرية البويقلة حوالي 10 آلاف ساكن أغلبهم يمتهنون الرعي والفلاحة